# خورس ایر
خورس ایر (به انگلیسی: Khors Air) یک شرکت هواپیمایی با کد یاتا KO است که در ۱۹۹۰ میلادی تأسیس شده‌است. دفتر مرکزی خورس ایر در کی‌یف، اوکراین واقع شده‌است.